# 极速前进15
《极速前进15》是流行的真人秀節目《极速前进》的第十五季。本季會繼續有數對不同關係的選手參賽，為最終大獎進行環球旅行挑戰，於美國CBS播放。
本季的首集於2009年9月27日，於CBS進行兩小時首播。
情侶Meghan and Cheyne是本季的勝利隊伍。

## 比賽結果
下表列出了所有參賽隊伍的比賽結果，以排名順序列出。當中列出的隊員關係為節目拍攝時期的狀態，關係描述為官方版本。
| 隊伍                   | 關係           | 分段比賽成績 | 分段比賽成績 | 分段比賽成績 | 分段比賽成績 | 分段比賽成績 | 分段比賽成績 | 分段比賽成績 | 分段比賽成績 | 分段比賽成績 | 分段比賽成績 | 分段比賽成績 | 分段比賽成績 | 路障完成情況              |
| 隊伍                   | 關係           | 1            | 2            | 310          | 4            | 5            | 6            | 7            | 8            | 9            | 10           | 11           | 12           | 路障完成情況              |
| ---------------------- | -------------- | ------------ | ------------ | ------------ | ------------ | ------------ | ------------ | ------------ | ------------ | ------------ | ------------ | ------------ | ------------ | ------------------------- |
| Meghan & Cheyne        | 情侶           | 1st          | 6th          | 2nd          | 5th          | 1stƒ         | 1st          | 2nd          | 2nd          | 1st          | 1st          | 1st          | 1st          | Meghan 5, Cheyne 6        |
| Dan & Sam              | 同志/兄弟      | 9th          | 2nd          | 5th          | 1st          | 5th          | 3rd          | 1st          | 4th          | 2nd          | 2nd          | 2nd          | 2nd          | Dan 6, Sam 6              |
| Ericka & Brian         | 夫婦           | 6th          | 10th         | 4th          | 3rd          | 2nd          | 4th          | 5th7         | 3rd          | 4th          | 4th          | 3rd          | 3rd          | Ericka 6, Brian 6         |
| Flight Time & Big Easy | 哈林篮球队隊友 | 5th          | 3rd          | 1st          | 2nd          | 3rd          | 6th          | 3rd          | 1st          | 3rd          | 3rd          | 4th9         |              | Flight Time 5, Big Easy 6 |
| Gary & Matt            | 父子           | 7th          | 1st          | 3rd          | 4th          | 4th          | 5th          | 4th          | 5th          | 5th          |              |              |              | Gary 4, Matt 5            |
| Maria & Tiffany        | 專業撲克玩家   | 11th3        | 7th          | 6th          | 8th          | 6th          | 2nd          | 6th8         |              |              |              |              |              | Maria 2, Tiffany 5        |
| Mika & Canaan          | 剛約會情侶     | 10th2        | 8th          | 7th          | 7th          | 7th          | 7th6         |              |              |              |              |              |              | Mika 1, Canaan 5          |
| Lance & Keri           | 已訂婚         | 3rd          | 4th          | 9th⊃4        | 6th          | 8th          |              |              |              |              |              |              |              | Lance 3, Keri 2           |
| Zev & Justin           | 朋友           | 2rd          | 5th          | 8th          | 9th5         |              |              |              |              |              |              |              |              | Zev 2, Justin 2           |
| Marcy & Ron            | 情侶           | 4th          | 9th          | 10th         |              |              |              |              |              |              |              |              |              | Marcy 1, Ron 2            |
| Garrett & Jessica      | 情侶           | 8th          | 11th         |              |              |              |              |              |              |              |              |              |              | Garrett 1, Jessica 1      |
| Eric & Lisa            | 夫婦、瑜伽導師 | 12th1        |              |              |              |              |              |              |              |              |              |              |              | Eric 0, Lisa 0            |

- 红 ：该队已被淘汰
- 下線藍：該隊最後抵達非淘汰提示站，他们需在下赛段接受減速障礙(Speed Bump)任務
- 綠ƒ：该队贏得通行證(Fast Forward)线索；而附有綠色 ƒ的賽程號碼表示雖然該賽段有通行證但並無隊伍選擇使用
- 棕⊃：该队使用迴轉，⊂是被指定迴轉的队伍，⊂⊃表示该赛段有迴轉但無隊伍使用

^  注解1：Eric & Lisa 成為驚險大挑戰史上首對在起跑線上就被淘汰的隊伍.(後述).

^  注解2：Mika & Canaan最初是第十隊到達的,但遺失了一名遊客.在他們到達指示站之前,必須找到那遺失了的遊客.這件事沒有令他們的名次有影響.

^  注解3： Maria & Tiffany 遺失了兩個遊客,所以被罰了2小時的罰時,但由於她們已是最後和這是一個不淘汰段,所以他們的罰時被加在下一個賽段.

^  注解4： 第3賽段有一個未被播出的匿名迴轉(Blind U-turn)。Lance & Keri對Dan & Sam使用Blind U-turn，但當時Dan & Sam已經超越了他們，所以該U-turn未被生效。

^  注解5： Zev & Justin 在指示站檢查時發現不見了Zev的護照,需要尋回護照才當作到達終點,在尋找的過程中因最後一隊的Maria & Tiffany也到達了,所以Zev & Justin最終也被淘汰.

^  注解6： Mika & Canaan 在到指示站示未能完成附加任務：信念的飛躍。因为Mika有恐高症不敢下水，他要叫她下水但她不肯，他们决定退出附加任務要罚24小时,他們已是最後一隊到達,所以被淘汰了.

^  注解7： Brian & Ericka 在進行繞道時沒有踏單車到繞道的地方,所以被罰了30分鐘的罰時.這個罰時沒有令他們的名次有改變.

^  注解8： Maria & Tiffany 無法完成繞道而自行退出比賽,在其他隊伍都到了指示站後,Phil來到他們的位置,並淘汰她們.

^  注解9：Flight Time & Big Easy 在路障因為無法完成任務，選擇罰時4小時之間其他隊伍已完成任務也到達指示站，原本任務在-180度的任務改成指示站，兩人前往指示站最終也被淘汰，因為大部分的店都關門了所以無法讓他們繼續完成其他像任務.

^  注解10：在第三赛段里Lance & Keri匿名回转Sam & Dan，但后者已经到达过回转牌了，所以该回转无效也未在电视上播出.

## 奖项
- 第1段 -  韦尔，阿斯彭双人游
- 第2段 -  每人一条皮艇
- 第3段 - 阿鲁巴双人游
- 第4段 - 未播出
- 第5段 - 牙买加双人游
- 第6段 -  每人一条水上快艇
- 第7段 - 越野车一辆
- 第8段 - 特克斯和凯科斯群岛双人游
- 第9段 - 柏木桑拿浴一次
- 第10段 - 夏威夷拉奈岛双人游
- 第11段 -每人一台52寸高清液晶电视
- 第12段 - $1,000,000

## 旅程
美国 →  日本 →   越南 →  柬埔寨 →  阿联酋 →  荷蘭 →  瑞典 →  爱沙尼亚 →  捷克 →  美国

## 比賽路程

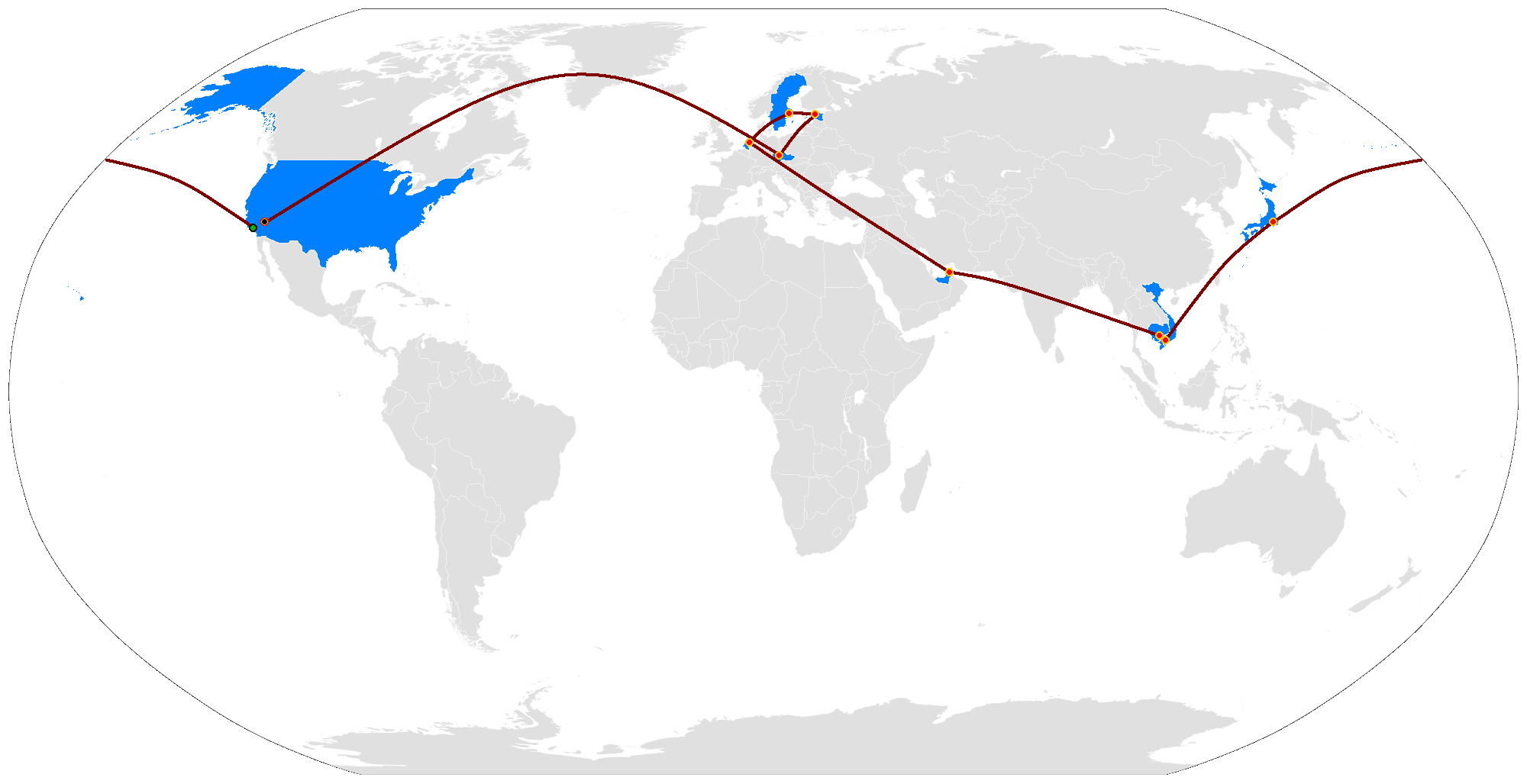
第十五季路線圖,這條比賽路線在2009年9月24日揭曉。

### 第1段（美國→日本）
- 美國．加利福尼亞州．洛杉磯（洛杉磯河盆地）（起點线）
- 洛杉磯（洛杉磯國際機場） 至  日本．東京（成田國際機場）
- 港區（東京鐵塔錄影廠） [AT1]
- 澀谷（金王八幡宮）

起点线任务:隊伍必須依其線索中給予的目的地名稱（品川）的非明示線索中，在超過1,000個車牌組成的一面牆中,找尋總數有11個的東京品川車牌。隊伍要將自己所選擇的車牌拿到墊子前給菲爾，如果車牌是正確的，就可得到两张飛往東京的機票。如果車牌不正確，他們要回去繼續尋找車牌。最後一組沒找到車牌的隊伍,將成為沒有離開起跑線就被淘汰的隊伍。
路障:一名队员參與一個日式遊戲節目的壽司輪盤遊戲。當所有的隊伍到達路障目的地時，輪盤就開始轉動,輪盤上面擺放了9盤普通壽司和2盤由芥末壽司。无论他们面前停下的是什么寿司，必須把面前壽司吃完，如果是芥末壽司，必須在2分鐘內吃完，以便獲得下一個線索。如果他們沒有在2分鐘內吃完或者不是芥末壽司停在他們面前，他們必須等待下一次輪盤轉動，繼續進行遊戲。
附加任務
[AT1]:路障後，隊伍會拿到一面色旗並領導一個由20名戴著同樣顏色帽子的日本人組成的隊伍,穿越澀谷繁忙的十字路口抵達中继站。若沒有20名隊員隨者隊伍一起抵達中继站,隊伍將不被允許報到。

### 第2段（日本→越南）
- 东京（成田國際機場） 至  越南胡志明市（新山一國際機場）
- 胡志明市（Xe Mien Tay巴士總站）至 丐皮（丐皮巴士總站）
- 丐皮（Ben Tau碼頭）
- 丐皮（果園泥地）[AT1]
- 丐皮（丐皮田野）
- 丐皮（Cho Cái Bè - Bassac III內河船）

路障:一名队员用旗子在10分钟的时间内，将150只鸭赶出鸭圈穿过一座桥再原路返回。如果不能在规定时间完成任务，就得停止赶鸭等待下一轮。如果能在规定时间完成，农场主会给出下一条线索。
减速带:队伍要利用所提供的材料制作一道越南的传统河粉。完成后给码头工作人员品尝，如果他喜欢这道汤，她们就可继续前进。
附加任務
[AT1]:队伍需乘舢板穿越湄公河三角洲，前往泥浆地。之后他们要共同收集泥浆，给果树施肥。一旦将树根涂满泥浆直至红线，当地农民会给出下一条线索。

### 第3段（越南）
- 丐皮 到 美萩 （各队于到达指示站后乘船前往美萩）
- 胡志明市（金龍水上木偶劇院） [AT1]
- 胡志明市（胡志明市中心邮政局）
- 胡志明市（Điện公司008）
- 胡志明市 (統一宮)

繞道：兒童遊戲--隊伍需在Tao Dan Park找到一個名為Nhiep Anh Công viên Tao Đàn Kiosque Giao Anh的地方,然後挑選一個動物雕像，運送到一個兒童遊樂場，而運送的途中需收集5個不同顏色的氣球和雕像一起送至目的地，以獲得下一個線索。
文字遊戲--隊伍要到酒店的觀景台搜索馬路中移動車輛上的6個越南字母，並在当地人的帮助下拼寫成一個越南單詞"Độc Lập"（越南语：獨立），以獲得下一個提示。
路障:一名队員需拆卸兩個錄放影機並依其零件分類，以獲得下一個線索。 
附加任務
[AT1]: 在金龍水上木偶劇院，隊伍需抓住在水中移動的龍舟玩偶，從它口中拿到一个小容器，里面有一张邮票，邮票上的建筑指引队伍前往胡志明市中心邮政局。

### 第4段（越南→柬埔寨）
- 胡志明市（新山一國際機場）至 柬埔寨金邊（金邊國際機場）
- 金邊（駐外記者協會）[AT1]
- 金邊（皇家酒店）
- 金邊（Tuol Tom Pong寺）
- 金邊（塔山寺）

繞道:守護--隊伍需找到一家摩托车店的頭盔架並選擇四個頭盔，然後向路邊以10美元出售給四人家庭，包括兩個成人和兩個孩子，完成後把錢交回店主會得到下一線索。
纏繞--隊伍需到俄羅斯市場的980和981攤位，攤主會提供一塊絲巾.然後，隊伍需在市場上找一名與隊伍絲巾款式相同的女士，如果成功配對，隊伍會得到下一線索。
路障:一名隊員需要帶上面具和尾巴，完成三個猴型動作，如果隊員能夠完成三個動作，就得到下一線索。
附加任務
[AT1]:在駐外記者協會內，隊伍必須與採訪編輯輕聲細聲談話並領取下一項任務，採訪編輯會提供一張資料相片，利用相片內的線索，前往皇家酒店

### 第5段（柬埔寨→阿聯酋）
- 金邊（金邊國際機場） 至 阿聯酋（國際機場）
- 迪拜 (哈里发塔）[AT1]
- 迪拜 (杜拜沙漠保護區 （页面存档备份，存于））
- 迪拜（阿聯酋購物中心-杜拜滑雪場）
- 迪拜（蘇格艾,朱美拉古城）

通行证:队伍要前往Dubai Autodrome，然后一隊隊員必須駕駛三級方程式賽車在45秒內完成一個杜拜賽道的單圈。如果成功，他們將贏得通行证。
路障:一名队員選擇了傳統的水袋並在沙漠尋找一系列的甕。有些甕中的水，而另一些則空。當他發現有足夠的水來填補袋，他把水袋給了貝都因人和他渴駱駝後,貝都因人就會給他們的下一個線索。
繞道:堆雪人--隊伍要在杜拜滑雪場的室內取雪到炎热的室外，然後在雪融化前堆一個传统雪人，堆完后隊伍將會得到他們的下一個線索。
找雪人--車隊做坐纜車到坡頂，利用雪橇滑至山底，然後在雪堆中尋找埋在其中的玩具雪人，然後把它送給一個北極熊换取他們的下一個線索。
附加任务
[AT1]：队伍要找到哈里发塔附近喷泉，签到两班电梯前往该塔的124层就能获得下一条线索。

### 第6段（阿聯酋）
- (杜拜 克里克高爾夫 & 遊艇俱樂部 （页面存档备份，存于）)
- (Abra Station in Souq quarter of Dubai to Deira, Dubai)
- (朱美拉棕櫚人工島-亞特蘭蒂斯酒店 - Aquaventure -信念的飛躍）[AT1]
- (朱美拉棕櫚人工島-亞特蘭蒂斯酒店-海豚灣海灘）

路障:一名隊員要划着充气船到一隻遊艇,船上的阿拉伯酋長會給隊員一隻手錶.回岸後,隊員要知道手錶上的時間8:35就是公文包上的密碼,而公文包裏就會有他們下一個指示.
繞道:黃金--隊伍要前往New Gold Centre尋找Deepu Jewellers,到达后隊伍要準確地稱到值500,000美元的黃金.黃金的匯率每一分鐘都會改變.當隊伍在汇率改变前称出,他們便會拿到下一個指示.
玻璃--隊伍要去到spice market到達後,队伍需打開一個木箱,並且根據3個已经组装好水煙筒來使用木箱內的東西组装12個水煙筒.完成後,隊伍便會拿到下一個指示.
附加任務
[AT1]:到达信念的飛躍后，隊伍需從接近90度的滑道上滑下,完成後便會拿到下一個指示.如有第二隊來到,第一隊不能在隧道口停留超過2分鐘.

### 第7段（阿聯酋→荷蘭）
- 杜拜 (杜拜國際機場) 到 荷蘭阿姆斯特丹  (史基浦機場)
- 阿夫鲁戴克大堤 (康奈利斯·莱利纪念碑)
- 格羅寧根（馬提尼塔）
- 德马尔讷 (De Onderneming风车)
- Zoutkamp(Zoutkamp海港)

路障：一名队员需爬上馬提尼塔塔顶並數數鐘的數量.如果他們認為數對了,就把自己數到的數量寫給一個琴師,如果對了,就會拿到下一個指示.
繞道:在开始两项任务前，队伍要穿上传统服装，骑着自行车前往指定地点。
農夫遊戲--隊伍要穿上脱下传统服装,之後要游泳到對面在那里会有一套特別的高爾夫球桿,隊伍要利用這套高爾夫球桿來把球分別打進3個洞內(每個洞最多只可打8次),完成後,隊伍會獲得下一個指示.
農夫舞蹈--隊伍也要用槌子打High striker直到最高处的鐘被敲響(如果隊伍不成功,便要輪流繼續打).把鐘敲響後,便要進入一個跳舞禮堂並在一大群人前跳一隻荷蘭傳統舞.跳完後,如果輔導員認為他們跳得不錯,便會給予他們一條腌制好的鲱鱼,他們吃完後便會獲得下一個指示.

### 第8段（荷蘭→瑞典）
- 阿姆斯特丹（史基浦機場） 至  瑞典．斯德哥爾摩（阿蘭達機場）
- 斯德哥爾摩 (阿兰达北站) 到 斯德哥爾摩(斯德哥尔摩中央车站) 再  到 斯德哥爾摩 (Tivoli Grona Lund 遊樂園)[AT1]
- 斯德哥爾摩 (Tivoli Gröna Lund - Ring Toss Booth)[AT2]
- 索倫蒂納市,Väsby (Bögs Gård 农场)

繞道:諾貝爾炸藥--隊伍需填充沙袋，在採石場堆砌成一個防護掩體，完成之後，隊伍需引爆炸藥，發掘出裝有下一個裝有指示的盒子。
維京字母表--隊伍需用古老的維京字母翻譯一封刻在石柱上的信，只要翻譯成功，即能從維京人手上取得指示。
路障:一名隊員重演极速前进6的一项任务,推開干草卷並在草堆中找到红黄旗帜,然後就可以与队友去中繼站.
附加任務
[AT1]:每對中需有一人乘坐「自由落體」，運用約十五秒的制高點停留時間，俯瞰地面并找出箭頭，在下降至地面後，依著箭頭所指的方向，找到下一個指示。
[AT2]:每對得玩一個叫做「漫遊小矮人套圈圈」的遊戲，當他們把鐵環套中下面藏有小矮人的大帽子時，工作人員會将这个漫遊小矮人交给队伍，矮人的底座就有下一個指示。

### 第9段（瑞典→愛沙尼亞）
- 斯德哥爾摩（斯德哥尔摩港） 至  愛沙尼亞．塔林（塔林港）
- 塔林（黑头兄弟会会馆）
- 塔林（Pikk Hermann 广场花园）
- Keava（Keava Raba 瞭望塔）

路障:一名队员进入地窖，找到绑有房间号码的烛台，随后找到那个房间，他们会得到一张空白卷轴，而队员们要明白要把卷轴放在烛火上，下一条线索才会显现。
绕道：隔网相望--队伍要在沼泽地里和当地球队打排球，他们要通力合作拿到五分，就能获得下一条线索。
百步穿杨--队伍要站在泥地里用弹弓发射蔬菜来击中目标。一旦击中目标，下方的桌子会裂开，在散落一地的卷心菜堆里寻找下一条线索。
减速带:队伍找到一辆桑拿车，进入后宽衣解带和当地人蒸五分钟桑拿。完成后，可继续前进。

### 第10段（愛沙尼亞→捷克）
- 塔林（塔林倫納特·梅里機場） 至  捷克．布拉格（魯濟涅國際機場）
- 布拉格（老城廣場）[AT1]
- 布拉格（伏爾塔瓦河 - Kajaky Trója）[AT2]
- 布拉格 (Estates Theatre)
- 布拉格（布拉格城堡）

绕道:快速而汹涌--两名队员坐上皮艇，滑过训练职业皮划艇运动员的人工河道。在河道尽头，队员要抢下写有下一条线索的带子。如果途中翻船，就得重头再来。
低速而稳定--队伍得滑过折磨人的高空索道，在索道的尽头就能获得下一套线索。
路障:一名队员要在Estates Theatre的600个座位中找到一个微型曼陀铃。找到后，交给唐璜本人，从而换取下一条线索。
附加任務
[AT1]:在老城广场，队伍要找到名叫“Praga”的老爷车，就能获得下一条线索
[AT2]:根据绕道所得到的线索--stavovske Divaldo,指引他们前往Estates Theatre。

### 第11段（捷克）
- 布拉格 (西班牙會堂)
- 布拉格 (Ekotechnické Museum)
- 布拉格 (Kryocentrum)[AT1]
- 布拉格 (查理大橋)
- 布拉格 (Střelecký Ostrov)

路障:一名队员进入摆满电话的仓库里，在里面找到五个另一端有人接听的电话，另一端的人会告诉队员“Franz"五个字母中的其中一个。当他们拼出这个单词后，他们要将单词填入一张特殊的表格。如果正确，管理员会给出下一条线索。
绕道:传说--队伍要给一个叫“golem"的假人身上覆盖上湿泥土。再把这个假人运送到新犹太教堂，如果犹太专家满意他们的作品，就会给出下一条线索。
传酒--各队要从酿酒厂搬30杯啤酒，穿过广场送到酒吧。一旦送完所有啤酒，就能得到下一条线索。
减速带:队伍要前往M1酒吧，各调制一杯苦艾酒并把酒喝完，之后就可继续前进。
附加任務
[AT1]:到达Kryocentrum后，队员要宽衣解带进入有零下180度的房间，如果能忍受两分钟的时间，就能获得下一条线索。

### 第12段（捷克→美國）
- 布拉格（魯濟涅國際機場） 至  美國．內華達州．拉斯維加斯（麥卡倫國際機場）
- 拉斯維加斯 (Graceland婚礼教堂)
- 拉斯維加斯 (曼德勒海灣酒店)
- 拉斯維加斯 (The Mirage酒店)[AT1]
- 拉斯維加斯 (蒙特卡罗赌场度假村)[AT2]
- 拉斯維加斯 (米高梅大酒店)[AT3]
- 拉斯維加斯 (Wayne Newton's House, the Casa de Shenandoah)

路障:一名队员沿着曼德勒海灣酒店的外墙面朝下降600英尺到达底部后，就能获得下一条线索。
附加任務
[AT1]:根据线索“这片沙漠只有一座海誓蜃楼，找到他。”指引他们前往The Mirage酒店。到达后，一名队员会绑在弹力绳上，另一名队员要拉到足够可以让队友拿到空中花束的高度。拿到后交给花仙子，从而换取下一条线索。
[AT2]:根据线索“摩纳哥最著名的赌场是？”指引他们前往蒙特卡罗赌场度假村。到达后在筹码海洋里，各队必须凑出100万美元的筹码，如果数对了。发牌人会给出特别筹码和下一条线索。
[AT3]:到达米高梅大酒店后，在88号套房里找到拉斯维加斯著名艺人--Wayne Newton，他会告诉队伍他的官邸是终点线。